# Communauté de communes Maurepas-Coignières
La Communauté de communes Maurepas-Coignières est une ancienne structure intercommunale française, située dans le département des Yvelines et la région Île-de-France. 
Créée au 1er janvier 2013 pour regrouper les communes de Coignières et Maurepas, elle a été supprimée au 1er janvier 2014 avec le rattachement de ces 2 communes à la Communauté de communes des Étangs.

## Composition
La communauté regroupe deux communes :
- Coignières
- Maurepas

## Compétences
Elle agit en lieu et place des communes qui lui transfèrent des compétences, inscrites dans ses statuts.